# Comuni dell'Arbëria

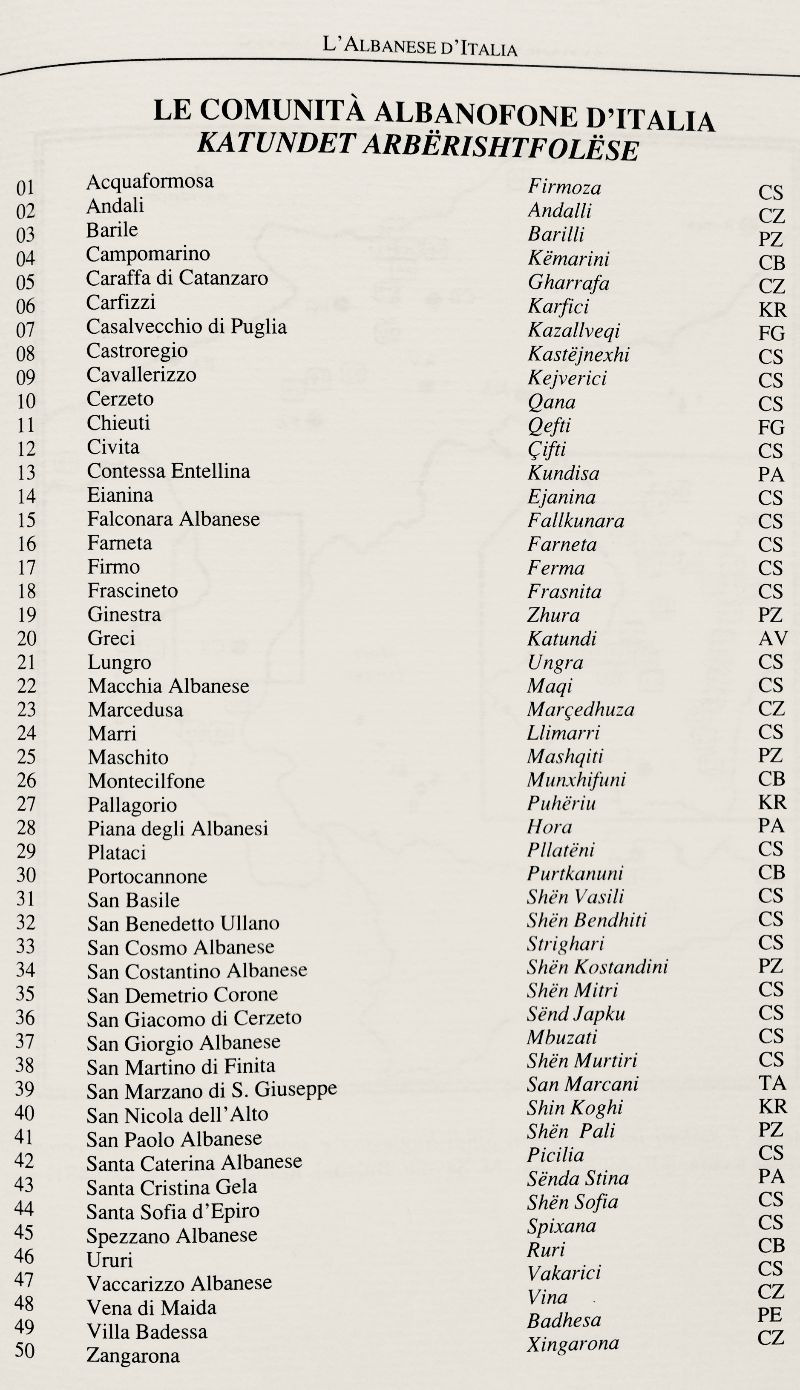
Lista delle comunità albanofone

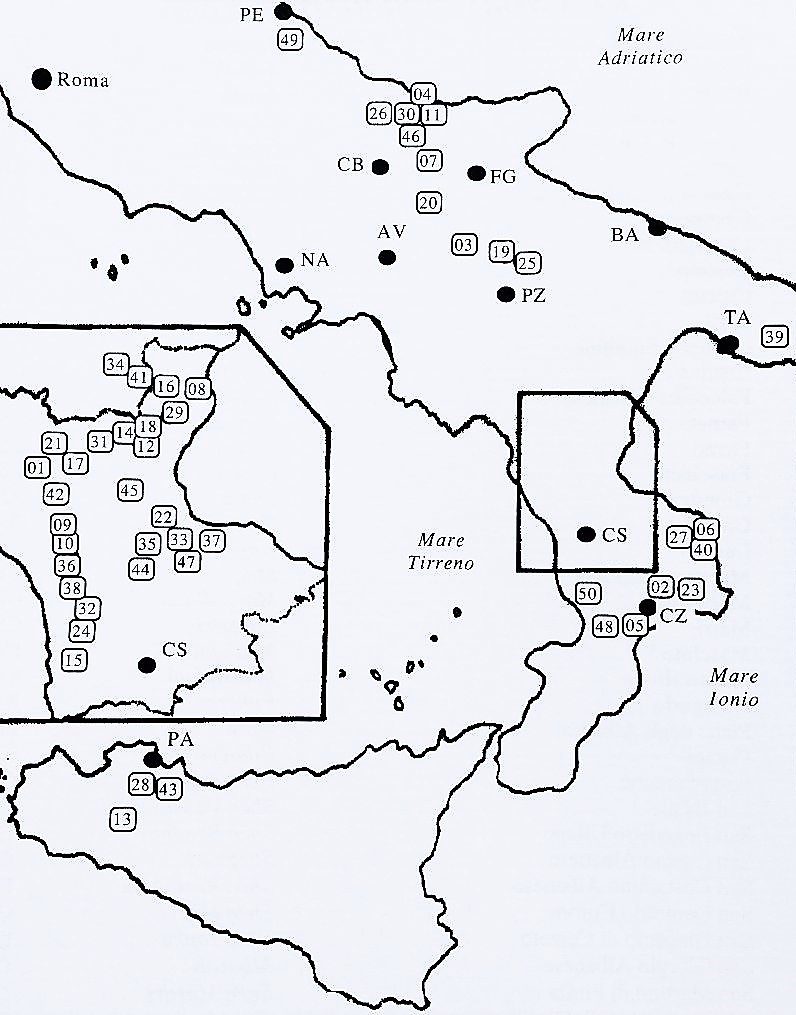
Mappa degli insediamenti albanesi d'Italia (Vedi lista numerata precedente)

I comuni dell'Arbëria sono le località italo-albanesi dell'Italia meridionale e insulare, qui di seguito elencate. Vengono considerate quelle in cui la lingua è attiva, cioè dove viene mantenuta e parlata abitualmente, così come sono elencate quelle dove l'uso dell'albanese è scomparso e quelle di cui si ha notizia o memoria della fondazione comune. 
In generale si fa cenno a tutte le località fondate, rifondate o popolate da consistenti gruppi di albanesi (militari o esuli). Viene fatto cenno anche di altri due aspetti fondanti della cultura albanese d'Italia, il rito religioso e i costumi tradizionali, ed eventuali cose materiali e immateriali ancora evidenti e particolari.
All'interno delle comunità dell'Arbëria viene purtroppo segnalata una generale tendenza alla dismissione dell'uso dell'arbërishtja. Stime recenti generali, varianti nelle località albanofone, assegnano tra il 70% e il 90% dei residenti una competenza linguistica a livello di comprensione orale, mentre il restante 30%/10% parlerebbe l'italiano mantenendo una comprensione passiva dell'albanese. La lingua albanese continua ad esser tramandata sostanzialmente oralmente, all'interno della propria famiglia. Da sempre, lì dove viene conservato il rito bizantino, viene utilizzata e insegnata nella scrittura e nella lettura dalla chiesa locale, essendo lingua liturgica della Chiesa Italo-Albanese. I comuni dove è presente la lingua albanese fanno riferimento alla legge nazionale del 15 dicembre 1999, n. 482) sulle "norme in materia di tutela delle minoranze linguistiche ed etniche storiche" presenti in Italia; in codesti centri è previsto nelle scuole materne lo svolgimento delle attività educative anche con l'uso della lingua della minoranza, mentre nelle scuole elementari e nelle scuole secondarie di primo grado è previsto l'insegnamento dell'albanese e anche l'uso di questa come strumento di insegnamento al fine di assicurare l'apprendimento della lingua della minoranza.
Fino al secolo scorso le comunità a radice albanese in Italia erano un centinaio. Successivamente, molte di esse, hanno perso l'uso della lingua e della coscienza identitaria. Attualmente le località dove si parla la lingua albanese sono 50, in 41 comuni e 9 frazioni, disseminati in sette regioni dell'Italia centro-meridionale, di cui la maggior parte nella provincia di Cosenza. Altre 30 comunità recenti sono caratterizzate da una marcata eredità storica e culturale arbëreshe, che hanno perso, per ragioni diverse, l'uso della lingua albanese e la coscienza identitaria d'origine. Per certo 96 località sono di totale fondazione albanese in Italia, per 316 totali tra quelle fondate o rifondate: 160.000 è la popolazione di origine albanese e non parlante più la lingua arbëreshe, mentre sono 100.000 i parlanti oggi l'albanese.

## Emilia-Romagna

### Piacenza
| Nome italiano                                | Nome albanese | Abitanti | Anno di fondazione | Lingua   | Rito   | Foto | Note                |
| -------------------------------------------- | ------------- | -------- | ------------------ | -------- | ------ | ---- | ------------------- |
| Pievetta, frazione di Castel San Giovanni    |               | 210      | 1670               | italiano | latino |      | † Comunità estinta. |
| Bosco Tosca, frazione di Castel San Giovanni |               | 72       | 1670               | italiano | latino |      | † Comunità estinta. |
| Boscone Cusani, frazione di Calendasco       |               | 183      | 1606               | italiano | latino |      | † Comunità estinta. |

## Lazio

### Viterbo
| Nome italiano                                         | Nome albanese | Abitanti | Anno di fondazione | Lingua   | Rito   | Foto | Note                |
| ----------------------------------------------------- | ------------- | -------- | ------------------ | -------- | ------ | ---- | ------------------- |
| Pianiano, frazione di Cellere (località non albanese) |               | 14       | 1756               | italiano | latino |      | † Comunità estinta. |

## Abruzzo

### Pescara
| Nome italiano                                                            | Nome albanese | Abitanti | Anno di fondazione | Lingua   | Rito      | Foto | Note |
| ------------------------------------------------------------------------ | ------------- | -------- | ------------------ | -------- | --------- | ---- | --- |
| Villa Badessa, frazione di Rosciano (località quest'ultima non albanese) | Badhesa       | 208      | 1743               | albanese | bizantino |      | Unica comunità albanese dell'Abruzzo, più giovane colonia albanese d'Italia. La parlata albanese locale è a rischio scomparsa, resistono oggi poche frasi, modi di dire e parole, e l'ultimo parlante attivo è morto nel 1993. Il rito bizantino è osservato. I costumi tradizionali sono stati recentemente ripresi. |

## Molise

### Campobasso
| Nome italiano           | Nome albanese | Abitanti | Anno di fondazione | Lingua   | Rito   | Foto | Note |
| ----------------------- | ------------- | -------- | ------------------ | -------- | ------ | ---- | --- |
| Campomarino             | Këmarini      | 7.895    | dopo il 1456       | albanese | latino |      | Lingua albanese a rischio estinzione; costumi tradizionali conservati. Rito bizantino dismesso per le pressioni della curia latina.                                                                                          |
| Montecilfone            | Munxhufuni    | 1.278    | dopo il 1456       | albanese | latino |      | Mantiene la lingua albanese; rito bizantino dismesso per le pressioni della curia latina. |
| Portocannone            | Porkanuni     | 2.420    | dopo il 1456       | albanese | latino |      | Mantiene la lingua albanese; rito bizantino dismesso per le pressioni della curia latina. |
| Ururi                   | Rùri          | 2.586    | dopo il 1456       | albanese | latino |      | Mantiene la lingua albanese; rito bizantino dismesso per le pressioni della curia latina. |
| Santa Croce di Magliano |               | 4.203    | 1470               | italiano | latino |      | † Comunità estinta. Per lungo tempo nominata "Santa Croce dei Greci" per l'ingente colonia di albanesi che liturgicamente osservava il rito greco. Presenza di cognomi di provenienza albanese e parole di origine albanese. |
| San Martino in Pensilis |               | 4.697    | 1461 - 1470        | italiano | latino |      | † Comunità estinta. Fu ripopolato da stradioti su spedizione militare di Scanderbeg. |

## Campania

### Avellino
| Nome italiano | Nome albanese | Abitanti | Anno di fondazione | Lingua   | Rito   | Foto | Note |
| ------------- | ------------- | -------- | ------------------ | -------- | ------ | ---- | --- |
| Greci         | Katundi       | 630      | 1461               | albanese | latino |      | Unica comunità arbëreshe della Campania. Mantiene la lingua albanese; rito bizantino dismesso per le pressioni della curia latina. |

### Caserta
| Nome italiano | Nome albanese | Abitanti | Anno di fondazione | Lingua   | Rito   | Foto | Note                |
| ------------- | ------------- | -------- | ------------------ | -------- | ------ | ---- | ------------------- |
| Alife         |               | 7.638    | XV secolo          | italiano | latino |      | † Comunità estinta. |

## Puglia

### Foggia
| Nome italiano          | Nome albanese | Abitanti | Anno di fondazione | Lingua   | Rito   | Foto | Note |
| ---------------------- | ------------- | -------- | ------------------ | -------- | ------ | ---- | --- |
| Casalvecchio di Puglia | Kazallveqi    | 1.766    | dopo il 1464       | albanese | latino |      | Mantiene la lingua albanese, i costumi tradizionali e la cultura d'origine; rito bizantino dismesso per le pressioni della curia latina. |
| Chieuti                | Qefti         | 1.620    | 1468 circa         | albanese | latino |      | Mantiene la lingua albanese, i costumi tradizionali; rito bizantino dismesso per le pressioni della curia latina.                        |
| Casalnuovo Monterotaro |               | 1.439    | 1468 circa         | italiano | latino |      | † Comunità estinta. |
| Castelluccio dei Sauri |               | 2.111    | 1468 ca.           | italiano | latino |      | † Comunità estinta. |
| Faeto                  |               | 612      |                    | italiano | latino |      | † Comunità estinta. Subì una ripopolazione di albanesi dopo il 1461.                                                                     |
| Monteleone di Puglia   |               | 985      |                    | italiano | latino |      | † Comunità estinta. Subì una ripopolazione di albanesi dopo il 1461.                                                                     |
| Panni                  |               | 742      |                    | italiano | latino |      | † Comunità estinta. Subì una ripopolazione di albanesi dopo il 1461.                                                                     |
| San Paolo di Civitate  |               | 5.692    | 1573               | italiano | latino |      | † Comunità estinta. |

### Taranto
| Nome italiano                                               | Nome albanese           | Abitanti | Anno di fondazione | Lingua   | Rito   | Foto | Note |
| ----------------------------------------------------------- | ----------------------- | -------- | ------------------ | -------- | ------ | ---- | --- |
| San Marzano di San Giuseppe                                 | Shën Marcani            | 9.120    | 1530               | albanese | latino |      | Unica comunità arbëreshe della provincia di Taranto, della cosiddetta "Albania salentina". Mantiene la lingua albanese, i costumi tradizionali; rito bizantino dismesso per le pressioni della curia latina. |
| Carosino                                                    |                         | 6.839    | 1517               | italiano | latino |      | † Comunità estinta. Gli albanesi vi mantennero il rito greco-bizantino fino al 1570. |
| Faggiano                                                    |                         | 3.447    | 1471 circa         | italiano | latino |      | † Comunità estinta. Gli albanesi vi mantennero il rito greco-bizantino fino al 1570; la lingua si perse successivamente a causa di questo. |
| Fragagnano                                                  |                         | 5.133    | XVI secolo         | italiano | latino |      | † Comunità estinta. Lingua, rito bizantino e costumi albanesi scomparsi all'inizio del XIX secolo. |
| Monteiasi                                                   | Malillazi               | 5.516    | 1518               | italiano | latino |      | † Comunità estinta. Subì quella che fu nella storia delle colonie albanesi in Italia la terza migrazione della diaspora arbëreshe. Alla fine del XVI secolo il feudo passa alle autorità ecclesiali di Taranto che proibiscono la celebrazione del rito greco-bizantino: questo porta la comunità albanese a migrare verso paesi più tolleranti, spopolando la zona. |
| Montemesola                                                 |                         | 3.836    | 1520 ca.           | italiano | latino |      | † Comunità estinta. Subì quella che fu nella storia delle colonie albanesi in Italia la terza migrazione della diaspora arbëreshe. Alla fine del XVI secolo il feudo passa alle autorità ecclesiali di Taranto che proibiscono la celebrazione del rito greco-bizantino.                                                                                             |
| Monteparano                                                 |                         | 2.386    | 1514               | italiano | latino |      | † Comunità estinta. Lingua, riti e tradizioni albanesi sopravvissero fino all'inizio del XVIII secolo. |
| Roccaforzata                                                | Rrokat                  | 1.822    | 1507               | italiano | latino |      | † Comunità estinta. Lingua in uso fino a fine '700; rito bizantino dismesso per le pressioni della curia latina. |
| San Crispieri, frazione di Faggiano (località già albanese) | Shën Mëria mbë Kryeshpi | 297      | 1517               | italiano | latino |      | † Comunità estinta. |
| San Giorgio Ionico                                          | Shën Gjergji            | 14.781   | 1524               | italiano | latino |      | † Comunità estinta. |

## Basilicata

### Potenza
| Nome italiano           | Nome albanese                  | Abitanti | Anno di fondazione | Lingua   | Rito      | Foto | Note |
| ----------------------- | ------------------------------ | -------- | ------------------ | -------- | --------- | ---- | --- |
| Barile                  | Barilli                        | 2.708    | 1478, 1534, 1647   | albanese | latino    |      | Mantiene la lingua albanese; rito bizantino dismesso per le pressioni della curia latina.                                                                                  |
| Ginestra                | Zhura                          | 727      | 1478               | albanese | latino    |      | Mantiene la lingua albanese; rito bizantino dismesso per le pressioni della curia latina.                                                                                  |
| Maschito                | Mashqiti                       | 1.573    | 1478, 1534, 1647   | albanese | latino    |      | Mantiene la lingua albanese e costumi tradizionali recentemente ripresi; rito bizantino dismesso per le pressioni della curia latina.                                      |
| San Costantino Albanese | Shën Kostandini i Arbëreshëvet | 646      | 1534               | albanese | bizantino |      | Mantiene la lingua albanese, i costumi tradizionali e il rito bizantino.                                                                                                   |
| San Paolo Albanese      | Shën Pali i Arbëreshëvet       | 232      | 1534               | albanese | bizantino |      | Mantiene la lingua albanese, i costumi tradizionali e il rito bizantino.                                                                                                   |
| Brindisi Montagna       |                                | 854      | 1478               | italiano | latino    |      | † Comunità estinta. Subì una ripopolazione di albanesi dal 1468. Presenza di toponomastica e cognomi albanesi, aspetti religiosi di influenza albanese ancora percepibili. |
| Rionero in Vulture      |                                | 12.986   | 1530/3             | italiano | latino    |      | † Comunità estinta. |

## Calabria

### Catanzaro
| Nome italiano                                                | Nome albanese    | Abitanti | Anno di fondazione         | Lingua   | Rito   | Foto | Note |
| ------------------------------------------------------------ | ---------------- | -------- | -------------------------- | -------- | ------ | ---- | --- |
| Amato                                                        | Amati            | 807      | dopo il 1479               | italiano | latino |      | † Comunità estinta. |
| Andali                                                       | Andalli          | 680      | tra il 1553 e il 1574      | albanese | latino |      | Lingua albanese a rischio scomparsa; rito bizantino dismesso.                                                                      |
| Arietta, frazione di Petronà (località non albanese)         | Arjèta           | 19       | prima del 1565             | italiano | latino |      | † Comunità estinta. |
| Caraffa di Catanzaro                                         | Garrafë          | 1.786    | 1550 ca.                   | albanese | latino |      | Mantiene la lingua albanese e i costumi tradizionali; rito bizantino dismesso. La frazione di Ursito ha perso l'uso dell'arbëresh. |
| Curinga                                                      | Guridarda        | 6.663    |                            | italiano | latino |      | † Comunità estinta. |
| Gizzeria                                                     | Jacari           | 5.276    | 1450 circa                 | italiano | latino |      | † Comunità estinta. |
| Gizzeria Lido, frazione di Gizzeria (località già albanese)  | Zalli i Jacarisë | 28       |                            | italiano | latino |      | † Comunità estinta. |
| Marcedusa                                                    | Marçëdhuza       | 441      | prima del 1541             | albanese | latino |      | Lingua albanese a rischio scomparsa; rito bizantino dismesso.                                                                      |
| Mortilla, frazione di Gizzeria (località già albanese)       | Mortilë          | 24       |                            | italiano | latino |      | † Comunità estinta. |
| Vena di Maida, frazione di Maida (località non albanese)     | Vjna             | 334      | dopo il 1468               | albanese | latino |      | Mantiene la lingua albanese; rito bizantino decaduto.                                                                              |
| Zagarise                                                     | Zaharisa         | 1.647    | dopo il 1503               | italiano | latino |      | † Comunità estinta. |
| Zangarona, frazione di Lamezia Terme (località non albanese) | Xingarona        | 366      | seconda metà del XV secolo | italiano | latino |      | † Comunità estinta. Sopravvivono poche tracce della lingua albanese.                                                               |

### Cosenza
| Nome italiano                                                         | Nome albanese       | Abitanti | Anno di fondazione         | Lingua   | Rito      | Foto | Note |
| --------------------------------------------------------------------- | ------------------- | -------- | -------------------------- | -------- | --------- | ---- | --- |
| Acquaformosa                                                          | Firmoza             | 1.064    |                            | albanese | bizantino |      | Mantiene la lingua albanese, il rito bizantino, i costumi tradizionali e la cultura.                                                                               |
| Cantinella, frazione di Corigliano-Rossano (località non albanese)    | Kantinela           | 91       | XV secolo                  | albanese | bizantino |      | Mantiene la lingua albanese e il rito bizantino. |
| Castroregio                                                           | Kastërnèxhi         | 276      | XV-XVI secolo              | albanese | bizantino |      | Mantiene la lingua albanese, il rito bizantino, i costumi tradizionali e la cultura.                                                                               |
| Cavallerizzo, frazione di Cerzeto (località albanese)                 | Kajverici           | 841      | XV secolo                  | albanese | latino    |      | Mantiene la lingua albanese, i costumi tradizionali; rito bizantino decaduto. È disabitata dalla frana del 7 marzo 2005.                                           |
| Cervicati                                                             | Çervikat            | 955      | 1468-1506                  | italiano | latino    |      | † Comunità estinta. |
| Cerzeto                                                               | Qana                | 1.377    | 1478 circa                 | albanese | latino    |      | Mantiene la lingua albanese, i costumi tradizionali e la cultura; rito bizantino decaduto.                                                                         |
| Civita                                                                | Çifti               | 1.048    | 1471 circa                 | albanese | bizantino |      | Mantiene la lingua albanese, i costumi tradizionali, il rito bizantino, la cultura e gli usi.                                                                      |
| Ejanina, frazione di Frascineto (località albanese)                   | Purçill             | 604      | 1491                       | albanese | bizantino |      | Mantiene la lingua albanese, il rito bizantino, i costumi tradizionali e la cultura.                                                                               |
| Falconara Albanese                                                    | Fallkunàra          | 1.406    | 1487-1517                  | albanese | bizantino |      | Mantiene la lingua albanese, il rito bizantino, i costumi tradizionali e la cultura.                                                                               |
| Farneta, frazione di Castroregio (località albanese)                  | Farneta             | 87       | 1560 ca.                   | albanese | bizantino |      | Lingua albanese a rischio estinzione; mantenuto il rito bizantino.                                                                                                 |
| Firmo                                                                 | Ferma               | 2.365    | 1495                       | albanese | bizantino |      | Mantiene la lingua albanese, il rito bizantino, i costumi tradizionali e la cultura.                                                                               |
| Frascineto                                                            | Frasnita            | 2.378    | 1490 circa                 | albanese | bizantino |      | Mantiene la lingua albanese, il rito bizantino, i costumi tradizionali e la cultura.                                                                               |
| Lungro                                                                | Ungra               | 2.950    | 1486 circa                 | albanese | bizantino |      | Sede dell'Eparchia di Lungro. Mantiene la lingua albanese, il rito bizantino, i costumi tradizionali e la cultura.                                                 |
| Mongrassano                                                           | Mungraxana          | 1.694    |                            | italiano | latino    |      | Mantiene usi, costumi e cultura. Della lingua albanese, sono rimaste solo varie parole nel dialetto locale e pochi canti. Il rito bizantino è decaduto.            |
| Macchia Albanese, frazione di San Demetrio Corone (località albanese) | Maqi                | 220      | 1471                       | albanese | bizantino |      | Mantiene la lingua albanese, il rito bizantino, i costumi tradizionali e la cultura.                                                                               |
| Marri, frazione di San Benedetto Ullano (località albanese)           | Allimàrri           | 100      | 1580                       | albanese | bizantino |      | Mantiene la lingua albanese, il rito bizantino, i costumi tradizionali e la cultura.                                                                               |
| Plataci                                                               | Pllatëni            | 888      | 1476 circa                 | albanese | bizantino |      | Mantiene la lingua albanese, il rito bizantino, i costumi tradizionali e la cultura.                                                                               |
| Rota Greca                                                            | Rrota               | 1.170    | 1478                       | italiano | latino    |      | † Comunità estinta. |
| San Basile                                                            | Shën Vasili         | 1.161    | 1475-1480                  | albanese | bizantino |      | Mantiene la lingua albanese, il rito bizantino, i costumi tradizionali e la cultura.                                                                               |
| San Benedetto Ullano                                                  | Shën Bendhiti       | 1.666    | Seconda metà del XV secolo | albanese | bizantino |      | Mantiene la lingua albanese, il rito bizantino, i costumi tradizionali e la cultura.                                                                               |
| San Cosmo Albanese                                                    | Strigàri            | 645      | XV secolo                  | albanese | bizantino |      | Mantiene la lingua albanese, il rito bizantino, i costumi tradizionali e la cultura.                                                                               |
| San Demetrio Corone                                                   | Shën Mitri Koronë   | 3.748    | 1471                       | albanese | bizantino |      | Mantiene la lingua albanese, il rito bizantino, i costumi tradizionali e la cultura.                                                                               |
| San Giacomo di Cerzeto, frazione di Cerzeto (località albanese)       | Shën Japku          | 841      | 1534                       | albanese | latino    |      | Mantiene la lingua albanese e i costumi tradizionali; rito bizantino decaduto.                                                                                     |
| San Giorgio Albanese                                                  | Mbuzati             | 1.650    | Fine del XV secolo         | albanese | bizantino |      | Mantiene la lingua albanese, il rito bizantino, i costumi tradizionali e la cultura.                                                                               |
| San Lorenzo del Vallo                                                 | Sullarënxa          | 3.457    |                            | italiano | latino    |      | † Comunità estinta. |
| San Martino di Finita                                                 | Shën Mërtiri        | 1.247    | XV secolo                  | albanese | latino    |      | Mantiene la lingua albanese e i costumi tradizionali; rito bizantino decaduto per le pressioni della curia latina circostante.                                     |
| Santa Caterina Albanese                                               | Picilia             | 1.328    | XV secolo                  | albanese | latino    |      | Mantiene la lingua albanese e i costumi tradizionali; rito bizantino decaduto per le pressioni della curia latina circostante.                                     |
| Santa Sofia d'Epiro                                                   | Shën Sofia e Epirit | 3.001    | 1472                       | albanese | bizantino |      | Mantiene la lingua albanese, il rito bizantino, i costumi tradizionali e la cultura.                                                                               |
| Serra d'Aiello                                                        | Serrë               | 472      |                            | italiano | latino    |      | † Comunità estinta. Lingua albanese scomparsa e rito greco-bizantino dismesso. Presenza di cognomi e numerose parole di provenienza albanese nella parlata locale. |
| Spezzano Albanese                                                     | Spixana Arbëreshe   | 7.220    | XVI secolo                 | albanese | latino    |      | Mantiene la lingua albanese e i costumi tradizionali; rito bizantino decaduto per le pressioni della curia latina.                                                 |
| Vaccarizzo Albanese                                                   | Vakarici Arbëresh   | 1.236    | 1470 circa                 | albanese | bizantino |      | Mantiene la lingua albanese, il rito bizantino, i costumi tradizionali e la cultura.                                                                               |

### Crotone
| Nome italiano        | Nome albanese | Abitanti | Anno di fondazione    | Lingua   | Rito   | Foto | Note |
| -------------------- | ------------- | -------- | --------------------- | -------- | ------ | ---- | --- |
| Carfizzi             | Karfici       | 868      | 1530 circa            | albanese | latino |      | Mantiene la lingua albanese e i costumi tradizionali; rito bizantino dismesso per le pressioni della curia latina. |
| Pallagorio           | Puheriu       | 1.627    | tra il 1614 e il 1618 | albanese | latino |      | Mantiene la lingua albanese e i costumi tradizionali; rito bizantino dismesso per le pressioni della curia latina. |
| San Nicola dell'Alto | Shën Kolli    | 1.105    | 1480                  | albanese | latino |      | Mantiene la lingua albanese e i costumi tradizionali; rito bizantino dismesso per le pressioni della curia latina. |

## Sicilia

### Palermo
| Nome italiano        | Nome albanese       | Abitanti | Anno di fondazione | Lingua   | Rito      | Foto | Note |
| -------------------- | ------------------- | -------- | ------------------ | -------- | --------- | ---- | --- |
| Contessa Entellina   | Kuntisa             | 1.608    | 1450               | albanese | bizantino |      | Mantiene la lingua albanese, il rito bizantino e la cultura d'origine. I costumi sono stati recentemente ripresi.                                                                                               |
| Mezzojuso            | Munxifsi            | 2.799    | 1501               | italiano | bizantino |      | † Estinta. Mantiene solo il rito bizantino. Presenza di cognomi e numerose parole di provenienza albanese. |
| Palazzo Adriano      | Pallaci             | 1.734    | 1º agosto 1482     | italiano | bizantino |      | † Estinta. Mantiene solo il rito bizantino. Pochi costumi sono stati recentemente riprodotti su modello di quelli antichi dipinti da Jean Houël. Presenza di cognomi e numerose parole di provenienza albanese. |
| Piana degli Albanesi | Hora e Arbëreshëvet | 5.958    | 30 agosto 1488     | albanese | bizantino |      | Comunità più grande e popolosa, mantiene la lingua albanese, il rito bizantino, i costumi tradizionali e la cultura e gli usi d'origine.                                                                        |
| Santa Cristina Gela  | Sëndahstina         | 987      | 1747               | albanese | latino    |      | Mantiene la lingua albanese e si conservano alcuni abiti tradizionali nel modello di Piana degli Albanesi. Il rito bizantino è decaduto.                                                                        |

### Agrigento
| Nome italiano      | Nome albanese             | Abitanti | Anno di fondazione | Lingua   | Rito   | Foto | Note                                                        |
| ------------------ | ------------------------- | -------- | ------------------ | -------- | ------ | ---- | ----------------------------------------------------------- |
| Sant'Angelo Muxaro | Shënt' Ëngjëlli Mushkarrë | 1.254    | 1506-1511          | italiano | latino |      | † Comunità estinta. Influenza albanese nella toponomastica. |

### Catania
| Nome italiano           | Nome albanese | Abitanti | Anno di fondazione | Lingua   | Rito   | Foto | Note |
| ----------------------- | ------------- | -------- | ------------------ | -------- | ------ | ---- | --- |
| Biancavilla             | Callicari     | 23.693   | 1488-1501          | italiano | latino |      | † Comunità estinta. Chiamata già "Casale dei Greci" e "Albavilla". Influenza albanese nel dialetto siciliano parlato; presenza di cognomi albanesi. In alcune occasioni particolari l'Eparca e una delegazione dell'Eparchia di Piana degli Albanesi si sono recati nella località per celebrare la divina liturgia bizantina. |
| Bronte                  | Brontë        | 18.710   | 1468-1500          | italiano | latino |      | † Comunità estinta. Presenza di cognomi e toponomastica di provenienza albanese, oltre a numerose parole di origine albanese nella parlata locale. |
| San Michele di Ganzaria | Shën Mikelli  | 3.168    | 25 settembre 1534  | italiano | latino |      | † Comunità estinta. Influenza albanese nella parlata locale; presenza di alcuni cognomi e di toponomastica albanese. |

## Suddivisione ecclesiastica
Si riporta la suddivisione ecclesiastica della Chiesa Italo-Albanese, di tradizione bizantina, che in buona parte si sovrappone con quella "civile".

### Eparchia di Lungro
- Calabria, provincia di Cosenza:

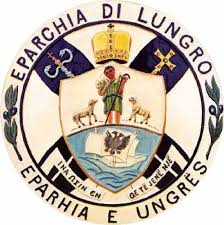
Stemma dell'Eparchia di Lungro

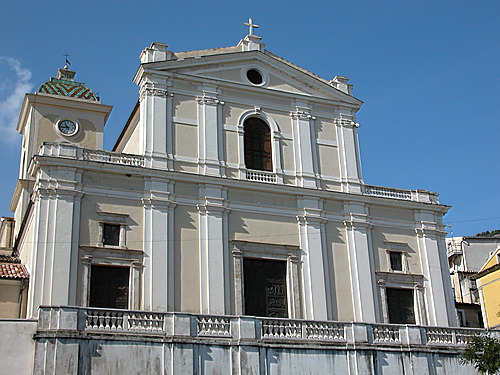
La Cattedrale di Lungro degli albanesi dell'Italia continentale

  - Lungro (Sede dell'Eparchia), S. Nicola di Mira (Cattedrale)
  - Acquaformosa, S. Giovanni Battista
  - Castroregio, S. Maria della Neve
  - Cantinella di Corigliano Calabro, S. Mauro
  - Civita, S. Maria Assunta
  - Ejanina di Frascineto, S. Basilio il Grande
  - Falconara Albanese, S. Michele Arcangelo
  - Firmo, S. Maria Assunta in Cielo
  - S. Giovanni Crisostomo
  - Frascineto, S. Maria Assunta
  - Macchia Albanese di San Demetrio Corone, S. Maria di Costantinopoli
  - Marri di San Benedetto Ullano, S. Giuseppe
  - Plataci, S. Giovanni Battista
  - San Basile, S. Giovanni Battista
  - San Benedetto Ullano, S. Benedetto
  - San Cosmo Albanese, Ss. Pietro e Paolo
  - San Demetrio Corone, S. Demetrio Megalomartire
  - San Giorgio Albanese, S. Giorgio Megalomartire
  - Santa Sofia d'Epiro, S. Atanasio il Grande
  - Sofferetti di San Demetrio Corone, S. Michele Arcangelo
  - Vaccarizzo Albanese, S. Maria di Costantinopoli
  - Cosenza, SS. Salvatore
- Basilicata, provincia di Potenza:
  - San Costantino Albanese, S. Costantino il Grande
  - San Paolo Albanese, Esaltazione della S. Croce
- Puglia, provincia di Lecce:
  - Lecce, S. Nicolò degli Albanesi
- Abruzzo, provincia di Pescara:
  - Villa Badessa di Rosciano, S. Maria Assunta

### Eparchia di Piana degli Albanesi
- Sicilia, Provincia di Palermo:

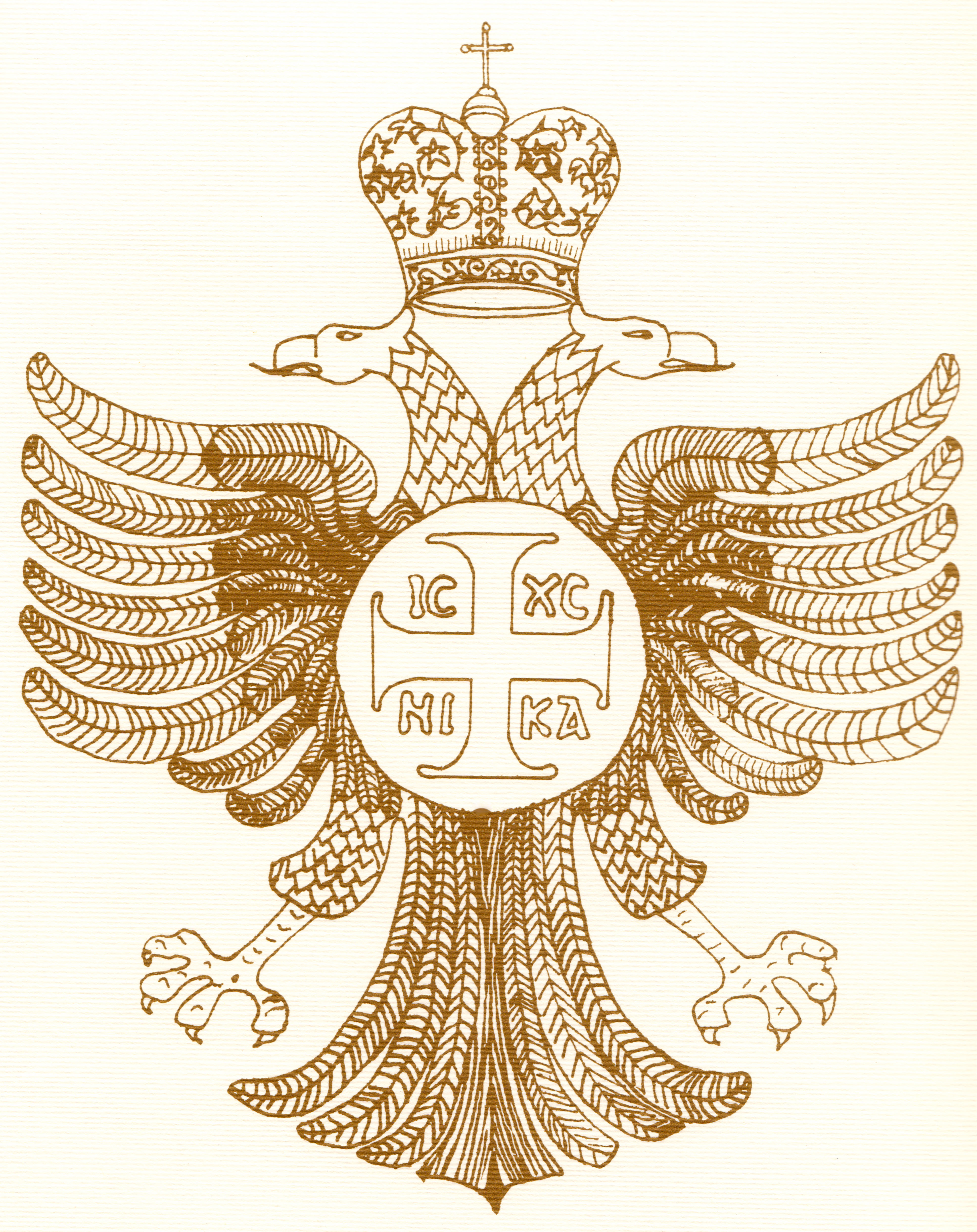
Stemma dell'Eparchia di Piana degli Albanesi

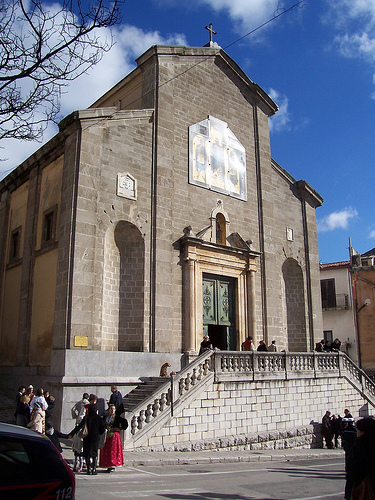
La Cattedrale di Piana degli Albanesi degli albanesi dell'Italia insulare

  - Piana degli Albanesi (Sede dell'Eparchia), San Demetrio Megalomartire (Cattedrale), S. Giorgio Megalomartire, SS. Maria Odigitria, S. Vito [di rito latino, già bizantino], SS. Annunziata, S. Antonio il Grande
  - Contessa Entellina, SS. Annunziata e S. Nicolò (Chiesa Madre), Maria SS. delle Grazie o della Favara [di rito latino, già bizantino], Maria SS. Regina del Mondo
  - Mezzojuso, S. Nicolò di Mira (Chiesa Madre), Maria SS. Annunziata [di rito latino, già bizantino]
  - Palazzo Adriano, Maria SS. Assunta (Chiesa Madre), Maria Santissima del Lume [di rito latino, già bizantino], Santuario Maria SS delle grazie, San Nicola di Mira, San Giovanni battista, Maria SS. del rosario.
  - Santa Cristina Gela, S. Cristina [di rito latino, già bizantino]
  - Palermo, S. Nicolò dei Greci alla Martorana (Concattedrale)[13].

### Monastero Esarchico di Grottaferrata

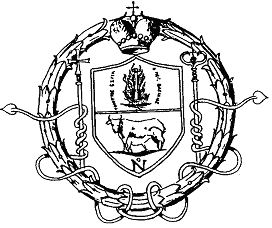
Stemma dell'Ordine basiliano di Grottaferrata O.S.B.I

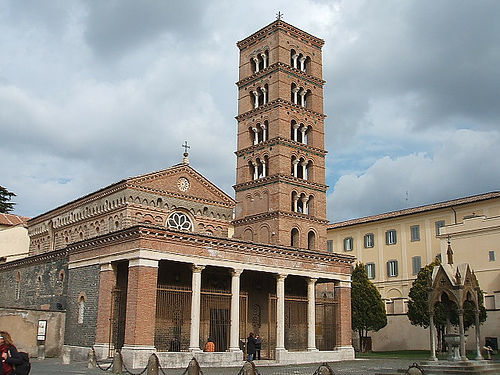
Il Monastero Esarchico di Grottaferrata con monaci italo-albanesi

L'Abbazia territoriale di Santa Maria di Grottaferrata, pur non eretto con l'arrivo degli albanesi nel XV secolo, è stato un pluri-secolare polo spirituale e culturale per gli arbëreshë e l'Occidente Cristiano, il cui apporto storico è stato importante quanto decisivo e continuo sino ai giorni nostri. 
I suoi monaci basiliani provengono in maggioranza dalle comunità italo-albanesi.
Nel Monastero ha sede la congregazione delle Suore Basiliane Figlie di Santa Macrina, istituto religioso femminile di diritto pontificio: i membri di questa congregazione pospongono al loro nome la sigla I.S.B.F.M.

## Altre località
Le città e le località come Venezia, La Valletta (Malta), Cargese (Corsica), Isili (Sardegna) furono meta di ripopolazione degli esuli nei secoli della diaspora albanese, questi assimilati nella cultura locale. La comunità dei ramai ad Isili parlava s'arbareshka, idioma di origine albanese, oramai quasi estinta.

### Italo-Albanesi in Italia e nel mondo
Sopravvivono rilevanti isole culturali nelle grandi aree metropolitane di Milano, Torino, Roma, Napoli, Potenza, Bari, Lecce, Cosenza, Crotone e Palermo. 
Nel resto del mondo, in seguito alle migrazioni del XX secolo in paesi come il Canada, Stati Uniti, Argentina, Brasile, Cile e Uruguay esistono forti comunità che mantengono vive la lingua e le tradizioni arbëreshë.
Questo dimostra quanto siano molteplici le aree geografiche nella quale si trova sparsa la minoranza etnico-linguistica albanese d'Italia.